# Elektrodepas-1
Elektrodepas-1 – przystanek kolejowy w dzielnicy Nowa Wilejka (na terenie historycznej miejscowości Jabłonówka), w Wilnie, na Litwie. Leży na linii dawnej Kolei Warszawsko-Petersburskiej.